# Гонсалес де Угет, Соледад
Соледад Гонсалес де Угет (исп. Soledad Gonzalez De Huguet; род. 24 сентября 1934) — аргентинская шахматистка, международный мастер (1957) среди женщин.
Победительница южноамериканской зоны (1957). Участвовала в турнире претенденток — 15-е место.